# Kristian Würtz
Kristian Würtz (født 15. juli 1980 i Aarhus) er en dansk politolog og politiker, der siden 11. august 2011 har været rådmand for først Magistratsafdelingen for Børn og Unge i Aarhus Kommune, herefter rådmand for Teknik og Miljø (2013-2017) og fra 2018 rådmand for Sociale Forhold og Beskæftigelse, valgt for Socialdemokraterne.
Würtz er opvokset i Åbyhøj og Brabrand, student fra Århus Statsgymnasium og blev cand.scient.pol. fra Aarhus Universitet i 2008. Efter studiet har han undervist i samfundsfag ved Marselisborg Gymnasium.
Han begyndte sin politiske karriere som formand for Frit Forum i Aarhus i perioden 2003-2005 og blev i 2006 valgt til Aarhus Byråd. Her blev han medlem af økonomiudvalget, og fra 2009 sit partis politiske ordfører samt formand for beskæftigelsesudvalget. 
Ved Jacob Bundgaards tiltræden som borgmester overtog han Bundsgaards rådmandspost i Børn og Unge. Efter valget i 2013 blev han rådmand for Teknik og Miljø.
Würtz sidder i bestyrelsen for Aarhus Letbane som repræsentant for Aarhus Kommune. 
Würtz blev i oktober 2021 ansat som i direktør i Brabrand Boligforening med virkning fra 2022 og vil derfor stoppe i politik. Udmeldingen kom for sent til at fjerne hans navn fra stemmesedlen til kommunalvalget 2021 som han er opstillet til.
Kristian Würtz er gift med konsulent Louise Enevoldsen, som han har tre børn med. Parret er bosiddende i Aarhus V.